# Thanks a Million
Thanks a Million é um filme norte-americano do gênero  musical, comédia e romance de 1935 dirigido por Roy Del Ruth. É estrelado por Dick Powell, Ann Dvorak e Fred Allen, além de Patsy Kelly, David Rubinoff e Paul Whiteman e sua banda tendo como vocalista e pianista Ramona. O roteiro de Nunnally Johnson foi baseado em uma estória do Darryl F. Zanuck (escrevendo como Melville Crossman) e contém diálogos adicionais não creditados de Fred Allen, James Gow, Edmund Gross e Harry Tugend.
Thanks a Million foi indicado para o Oscar de melhor mixagem de som (E. H. Hansen) em 1935. Foi refilmado em 1946 como If I'm Lucky com Perry Como e Phil Silvers nos papéis de Dick Powell e Fred Allen.

## Elenco
- Dick Powell como Eric Land
- Ann Dvorak como Sally Mason
- Fred Allen como Ned Allen
- Patsy Kelly como Phoebe Mason
- Raymond Walburn como Judge Culliman
- Benny Baker como Tammany
- Alan Dinehart como Mr. Kruger
- Andrew Tombes como Mr. Grass
- Paul Harvey como Maxwell
- Edwin Maxwell como Mr. Casey
- Charles Richman como Gov. Wildman
- Paul Whiteman como ele próprio
- Ramona como ela própria
- David Rubinoff como ele próprio
- Yacht Club Boys